# Noruega en los Juegos Paralímpicos de Nagano 1998
Noruega estuvo representada en los Juegos Paralímpicos de Nagano 1998 por un total de 43 deportistas, 34 hombres y nueve mujeres.

## Medallistas
El equipo paralímpico noruego obtuvo las siguientes medallas:
| Nombre | Deporte                    | Evento                                 |
| --- | -------------------------- | -------------------------------------- |
| Oro |                            |                                        |
| Ragnhild Myklebust | Biatlón                    | 7,5 km LW10-12 femenino                |
| Anne Mette Samdal | Carrera de trineo en hielo | 100 m LW11 femenino                    |
| Anne Mette Samdal | Carrera de trineo en hielo | 500 m LW11 femenino                    |
| Tone Edvardsen | Carrera de trineo en hielo | 100 m LW10 femenino                    |
| Knut Lundstrøm | Carrera de trineo en hielo | 100 m LW11 masculino                   |
| Knut Lundstrøm | Carrera de trineo en hielo | 500 m LW11 masculino                   |
| Knut Lundstrøm | Carrera de trineo en hielo | 1000 m LW11 masculino                  |
| Knut Lundstrøm | Carrera de trineo en hielo | 1500 m LW11 masculino                  |
| Ragnhild Myklebust | Esquí de fondo             | 2,5 km silla de esquí LW10-12 femenino |
| Ragnhild Myklebust | Esquí de fondo             | 5 km silla de esquí LW10-12 femenino   |
| Ragnhild Myklebust | Esquí de fondo             | 10 km silla de esquí LW10-12 femenino  |
| Tone Gravvold | Esquí de fondo             | 5 km estilo libre B2-3 femenino        |
| Anne Helene Barlund Tone Gravvold Ragnhild Myklebust | Esquí de fondo             | 3 × 2,5 km clase abierta femenino      |
| Karl Einar Henriksen | Esquí de fondo             | 10 km silla de esquí LW11 masculino    |
| Karl Einar Henriksen | Esquí de fondo             | 15 km silla de esquí LW10-12 masculino |
| Sten Oluf Horn | Esquí de fondo             | 5 km LW5/7,6/8 masculino               |
| Sten Oluf Horn | Esquí de fondo             | 20 km LW2-9 masculino                  |
| Helge Bjørnstad Knut Erling Granaas Eskil Hagen Atle Haglund John Jenshagen Stig Kjølnes Kjetil Korbu Nilsen Hans Christian Nordseth Rolf Einar Øyen Tommy Rovelstad Erik Sandbraaten Stig Tore Svee Morten Syversen Arne Vik | Hockey sobre hielo         | Torneo masculino                       |
| Plata |                            |                                        |
| Tone Edvardsen | Carrera de trineo en hielo | 500 m LW10 femenino                    |
| Tone Edvardsen | Carrera de trineo en hielo | 1000 m LW10 femenino                   |
| Uno Frantzen | Carrera de trineo en hielo | 500 m LW10 masculino                   |
| Uno Frantzen | Carrera de trineo en hielo | 1000 m LW10 masculino                  |
| Anne Helene Barlund | Esquí de fondo             | 5 km estilo clásico LW2-9 femenino     |
| Anne Helene Barlund | Esquí de fondo             | 15 km LW2-9 femenino                   |
| Magne Lunde | Esquí de fondo             | 5 km B1 masculino                      |
| Kjartan Haugen | Esquí de fondo             | 5 km LW3/4/9 masculino                 |
| Andreas Hustveit | Esquí de fondo             | 15 km LW5/7,6/8 masculino              |
| Bronce |                            |                                        |
| Andreas Hustveit | Biatlón                    | 7,5 km LW6/8 masculino                 |
| Lene Tystad | Carrera de trineo en hielo | 1000 m LW11 femenino                   |
| Tone Edvardsen | Carrera de trineo en hielo | 1500 m LW10 femenino                   |
| Uno Frantzen | Carrera de trineo en hielo | 100 m LW10 masculino                   |
| Uno Frantzen | Carrera de trineo en hielo | 1500 m LW10 masculino                  |
| Lars Andresen | Carrera de trineo en hielo | 100 m LW11 masculino                   |
| Siw Kristin Vestengen | Esquí de fondo             | 5 km estilo clásico LW2-9 femenino     |
| Siw Kristin Vestengen | Esquí de fondo             | 15 km LW2-9 femenino                   |
| Anne Helene Barlund | Esquí de fondo             | 5 km estilo libre LW2-9 femenino       |
| Tone Gravvold | Esquí de fondo             | 15 km B1-3 femenino                    |
| Helge Flo | Esquí de fondo             | 5 km B1 masculino                      |
| Karl Einar Henriksen | Esquí de fondo             | 5 km silla de esquí LW11 masculino     |
| Kjartan Haugen Sten Oluf Horn Andreas Hustveit Magne Lunde | Esquí de fondo             | 4 × 5 km de pie/ceguera masculino      |